# Кросби, Кэтрин
Кэтрин Кросби (англ. Kathryn Crosby, урождённая Олив Кэтрин Грандстафф (Olive Kathryn Grandstaff), выступала также под сценическим именем Кэтрин Грант (Kathryn Grant), 25 ноября 1933 — 20 сентября 2024) — американская актриса и певица.

## Биография
Кэтрин Кросби (ранее известная как Кэтрин Грант) родилась 25 ноября 1933 года в Уэст-Колумбии, штат Техас. В 1955 году она окончила Техасский университет в Остине со степенью бакалавра изобразительных искусств. В юном возрасте выиграла несколько конкурсов красоты в родном штате Техас, что открыло ей дверь в Голливуд в 1954 году. За годы своей карьеры в кино она снялась в таких фильмах, как «История в Феникс-сити» (1955), «Бурная вечеринка» (1956), «Братья Рико» (1957), «Мистер Кори» (1957), «Седьмое путешествие Синдбада» (1958) и «Анатомия убийства» (1959).
В 1957 году она стала второй женой Бинга Кросби, который был на тридцать лет старше её. Впоследствии у них родилось трое детей: Гарри (актёр, 1958), Мэри Фрэнсис (актриса, 1959) и Натаниэль (игрок в гольф, 1961). После замужества она почти прекратила сниматься, посвятив себя семье. Их брак оборвался на двадцатом году совместной жизни, когда Бинг Кросби умер в Испании во время игры в гольф. В 2000 году Кросби вышла замуж за Мориса Уильяма Салливана, вместе с которым в 2010 году она попала в автокатастрофу, в которой её муж погиб, а она сама получила серьёзные травмы.
Умерла 20 сентября 2024 года у себя дома в Хилсборо, штат Калифорния, в возрасте 90 лет.